# Gare d'Iwate-Numakunai
La gare d'Iwate-Numakunai (いわて沼宮内駅, Iwate-Numakunai-eki) est une gare ferroviaire de la ville d'Iwate dans la préfecture du même nom au Japon. Elle est exploitée conjointement par la JR East et la compagnie privée Iwate Galaxy Railway. La gare est desservie par la ligne Shinkansen Tōhoku.

## Situation ferroviaire
La gare est située au point kilométrique (PK) 566,2 de la ligne Shinkansen Tōhoku et au PK 32,0 de la ligne Iwate Galaxy Railway.

## Histoire
La gare a été inaugurée le 1er septembre 1891 sous le nom de Numukunai. Elle est renommée gare d'Iwate-Numakunai pour l'arrivée de la ligne Shinkansen Tōhoku le 1er décembre 2002.

## Service des voyageurs

### Accueil
La gare dispose d'un bâtiment voyageurs, avec guichets, ouvert tous les jours.

### Desserte

#### JR East
- Ligne Shinkansen Tōhoku :
  - voie 1 : direction Shin-Aomori
  - voie 2 : direction Morioka, Sendai et Tokyo

#### Iwate Galaxy Railway
- Ligne Iwate Galaxy Railway :
  - voie 1 : direction Metoki et Hachinohe
  - voie 3 : direction Morioka